# ジョン・ルイス (公民権運動活動家)
ジョン・ロバート・ルイス（John Robert Lewis、1940年2月21日 - 2020年7月17日）は、アメリカ合衆国の政治家、公民権運動活動家。1987年から2020年までジョージア州選出の下院議員を務めた。民主党に所属。

## 経歴
1963年のワシントン大行進を主導した Big Sixの一人で、公民権運動における重要な役割を果たした。
1965年3月7日 - アラバマ州で行われたデモに参加。武装警官から後に「血の日曜日」と形容される襲撃を受け、頭蓋骨骨折の重傷を負った。
民主党党員として下院議員を1986年から17期務めた。
2011年には、バラク・オバマ大統領から大統領自由勲章が授与された。
2020年7月17日、膵癌により死去。数多くのアーティストから死を惜しまれた。2023年7月21日にはアメリカ合衆国郵便公社(USPS)よりジョン・ルイスを称える郵便切手が発行された。